# Основные соли
Осно́вные соли (гидроксосоли) — это продукты неполного замещения гидроксильных групп в молекулах многокислотных оснований кислотными остатками.
Например: Zn(OH)Cl, Cu2(OH)2CO3.

## Номенклатура
Основные соли = гидроксо или дигидроксо + название кислотного остатка + название металла + валентность металла

## Получение
1. Гидролиз солей, образованных слабым основанием и сильной кислотой ZnCl2 + H2O = Zn(OH)Cl + HCl
2. Добавление (по каплям) небольших количеств щелочей к растворам средних солей металлов AlCl3 + 2NaOH = Al(OH)2Cl + 2NaCl
3. Гидролиз солей слабых оснований с солями слабых кислот: 2MgCl2 + 2Na2CO3 + H2O = (MgOH)2CO3 + CO2 + 4NaCl

Химическая сущность перевода основной соли в нормальную заключается в нейтрализации гидроксид-ионов (ОН−), ионами Н+ и образованием Н2О.
Основные соли обычно имеют очень сложный состав и часто нерастворимы или малорастворимы в воде. Последние диссоциируют на гидроксокатион металла и анион кислотного остатка, например:
AlOHCl2 = AlOH2+ + 2Cl-